# Полиция Германии
Полиция Германии (нем. deutsche Polizei ) — совокупность полицейских служб федеральных земель, а также федерального управления: Федеральной полиции (нем. Bundespolizei), Федерального управления уголовной полиции (нем. Bundeskriminalamt) и полиции при Бундестаге Германии (нем. Polizei beim Deutschen Bundestag).
Основной целью полиции Германии является обеспечение общественной безопасности и общественного порядка внутри Федеративной Республики Германия, путём предотвращения совершений преступлений, а также преследования правонарушителей. Полиция Германии относится к исполнительной ветви власти.
Служащий полиции — государственный служащий (нем. Polizeivollzugsbeamte, PVB) с особым статусом, несущий исполнительную полицейскую службу (нем. Polizeivollzugsdienst), с иерархией из 3 классов. В ряде случаев в полиции могут нести службу лица, не имеющие подобного статуса, это прежде всего служащие технической полицейской службы, управленческие чиновники, переводчики, техники, служащие охранной полиции (Wachpolizei), сотрудники вспомогательной полиции (Politesse, Polizeihostess, Hilfspolizist, занимающиеся в основном выявлением нарушений правил парковки автотранспорта и другими нарушениями ПДД) и т. д.
В Германии существует ряд организаций, которые обладают схожими правами, но не относятся при этом к органам внутренних дел. К ним относятся часть таможенного управления министерства финансов ФРГ и военная полиция Бундесвера (Feldjäger). Кроме того, сотрудники ряда учреждений обладают ограниченными полицейскими правами, к ним относятся сотрудники лесничеств, ведомств здравоохранения, технические службы страховых товариществ и профессиональные пожарные.
Работники полиции имеют собственный профсоюз.

## История

### 1948—1990 годы
К моменту основания современной послевоенной Федеративной Республики Германия в 1949 году, формирование органов полиции уже было завершено. Конституция ФРГ закрепила приоритет в деле обеспечения безопасности за федеральными землями.
В 1950 году — основание военизированных подразделений полиции готовности (Bereitschaftspolizei) и Федеральной пограничной охраны (Bundesgrenzschutz, BGS), Федерального уголовного ведомства (Bundeskriminalamt, BKA).
Начиная с 1980-х годов на работу принимаются женщины.

### После 1990 года
После объединения Германии в новых федеральных землях на базе Народной полиции ГДР было сформировано 6 земельных полиций, было осуществлено значительное техническое перевооружение полиции, кроме того прошли существенные структурные и кадровые изменения.
В 1992 году Железнодорожная полиция (нем. Bahnpolizei) как часть Федеральных железных дорог была расформирована, её полномочия были переданы Федеральной пограничной охране.
С 1994 года немецкие полицейские задействованы в операциях за пределами Германии, подразделения Федеральной пограничной охраны утратили статус комбатанта, за ней окончательно был утверждён статус полиции федерации (нем. Polizei des Bundes). В 2005 году она была переименована в Федеральную полицию (нем. Bundespolizei).
В 1998 году была расформирована Баварская пограничная полиция, задачи по охране границ в Баварии перешли земельной полиции и уголовному ведомству Баварии.
С 2004 года земельные полиции и Федеральная полиция стали постепенно переходить на синюю цветовую схему оформления техники и униформы.

## Функциональное деление

### Защитная полиция
Защитная полиция (нем. Schutzpolizei, SchuPo) — организационное подразделение полиции Германии, основное назначение которой — охрана правопорядка, патрулирование, приём заявлений от населения, контроль на дорогах, проведение мероприятий при авариях транспортных средств, розыск, сопровождение и наблюдение за демонстрациями и т. д.
Дорожная полиция (Verkehrspolizei) относится к защитной полиции.
Служащие защитной полиции, как правило, несут службу в униформе (за исключением особых групп — Zivilstreife, ведущих скрытое патрулирование в гражданской одежде, к ним относятся: оперативные группы в гражданском (Zivile Einsatzgruppe, ZEG), поисковые и контролирующие подразделения (Fahndungs- und Kontrolltrupp), разведгруппы в гражданском (Zivile Aufklärungsgruppe).

### Уголовная полиция
Уголовная полиция (нем. Kriminalpolizei (разг. «Kripo») — часть немецкой полиции, задействованная в случаях совершений тяжких преступлений, организованной преступности, преступлениях против детей и молодёжи, экономических, имущественных и политически мотивированных преступлениях, терроризма.
Уголовная полиция обеспечивает круглосуточный выезд оперативных групп (Kriminaldauerdienst, KDD), проведение оперативно-розыскных мероприятий, скрытое патрулирование, защиту свидетелей, лабораторные криминалистические услуги и др.
На уровне федеральных земель уголовная полиция интегрирована в земельные ведомства уголовной полиции (Landeskriminalamt, LKA), на федеральном уровне в Федеральное ведомство уголовной полиции (Bundeskriminalamt, BKA)
Служащие уголовной полиции, как правило, несут службу в гражданской одежде.
К криминальной полиции относятся специальные подразделения — Мобильные оперативные группы (Mobile Einsatzkommando, MEK), основная задача которых — мероприятия по наблюдению и задержанию лиц и грузов.

### Дежурные подразделения полиции
Полиция готовности (нем. Bereitschaftspolizei, сокр. BePo)— формирования земельных и федеральной полиции. Полиция готовности привлекается в случаях массовых беспорядков, катастроф, поисковых операций, футбольных матчей и др.
Структура подразделений однотипна: отделения, сотни, цуги и группы.
В состав дежурной полиции входят отряды полиции особого назначения (нем. Spezialeinsatzkommando (SEK) и Grenzschutzgruppe 9 (GSG 9)), подразделения по обеспечению доказательств и аресту (Beweissicherungs- und Festnahmeeinheiten, BFE).
Координатором подразделений полиции готовности является инспектор дежурных полиций федеральных земель — сотрудник Федерального министерства внутренних дел.

### Полиция безопасности на водах
Wasserschutzpolizei (сокр. WSP или WaPo) — подразделения полиций федеральных земель, контролирующих соблюдение правил судоходства. В ряд обязанностей полиции входит пограничный контроль в портах, поиск и задержание нарушителей природоохранного законодательства во внутренних водах и в пределах 12-мильной зоны.

### Охранная полиция
Wachpolizei (сокр. WaPol) — структурное подразделение земельной полиции в федеральных землях: Берлин, Гессен, Саксония с основной задачей — охрана объектов (как правило, госучреждений, иностранных представительств, памятников). Сотрудники охранной полиции несут службу в униформе защитной полиции (с особыми знаками различия), являясь при этом наёмными сотрудниками (Angestellte) без статуса полицейского уполномоченного (Polizeivollzugsbeamte).

## Организация полиции

### Полицейские организации федерального уровня

#### Федеральная полиция
Bundespolizei (сокр. BPOL; до 2005 года — Федеральная пограничная охрана нем. Bundesgrenzschutz, BGS название отображает тогдашнее основное задание — охрана государственных границ) основана в 1951 году и подчиняется министерству внутренних дел ФРГ.
В число современных приоритетов Федеральной полиции входит: полицейская охрана государственных границ на суше (за исключением Баварии, где охраной границ занимаются земельная полиция и земельное уголовное ведомство, до 1998 года охрана федеральных границ в Баварии была в компетенции расформированной Баварской пограничной полиции Bayerische Grenzpolizei), в воздухе (в 30-километровой зоне вглубь страны) и на воде (в 50-километровой зоне), включая контроль документов; транспортная полиция (на железной дороге), в том числе обеспечение безопасности на вокзалах; защита безопасности воздухоплавания; обеспечение безопасности на борту воздушных судов; защита конституционных органов и федеральных министерств; береговая охрана; полицейские функции в случае обороны; поддержка операций международных организаций за границей, охрана дипломатических представительств ФРГ за рубежом; поддержка Федерального уголовного ведомства в вопросах охраны физических лиц; уголовное преследование преступлений, связанных с незаконным пересечением государственных границ; помощь при катастрофах и т. д.
Штаб-квартира Федеральной полиции находится в Потсдаме, насчитывает 10 дирекций (включая дирекцию дежурных подразделений).
В состав Федеральной полиции, помимо прочего, входит спецназ GSG 9.

#### Федеральное ведомство уголовной полиции Германии
Bundeskriminalamt (BKA) — передаточное звено между различными полицейскими организациями ФРГ и иностранными органами охраны правопорядка. Кроме того, Федеральное уголовное ведомство проводит собственные расследования в интересах Федеративной Республики.
В 1970-е годы произошло значительное расширение полномочий ведомства, в 1972 году там была установлена информационно-поисковая компьютерная система Inpol. В 1973 году ведомство получило право расследовать преступления в ряде новых областей, связанных так или иначе с международной преступностью, в 1975 году в связи с активностью террористической организации Фракция Красной Армии, в Бонне был создан отдел по борьбе с терроризмом.
Федеральное уголовное ведомство является ответственным за национальный сектор Европейской информационной системы SIS и системы Интерпола.
В 2004 году в ВКА был основан Единый центр защиты от терроризма нем. Gemeinsamen Terrorismusabwehrzentrum (GTAZ)

#### Полиция немецкого бундестага
Polizei beim Deutschen Bundestag (сокр. Polizei DBT, до 1994 года: Внутренняя инспекция Управления немецкого бундестага нем. Hausinspektion der Verwaltung des Deutschen Bundestages) — полиция, несущая службу исключительно в стенах высшего законодательного органа ФРГ — немецкого бундестага и подчиняющаяся президенту бундестага.

### Полицейские организации земель
Полиция федеральной земли — обобщающий термин всех органов полиции, находящихся в юрисдикции соответствующей федеральной земли.
В некоторых городах существуют различные формы коммунальных правоохранительных организаций, сотрудники которых могут обладать правами подобных правам полицейских, но при этом они не относятся к полиции данной федеральной земли.
| земля / официальное название организации | Составляющие земельной полиции | Высшая инстанция | Среднее звено управления | Низшее звено управления |
| ---------------------------------------- | --- | --- | --- | --- |
| Полиция Баден-Вюртемберга                | Земельная полиция (защитная полиция, уголовная, водная и дорожная полиция), Земельное уголовное ведомство, дежурные подразделения                                                     | Министерство внутренних дел с земельным полицейским президиумом                                                                   | Правительственный президиум, Полицейский президиум Штутгарт, Президиум дежурной полиции, академия полиции, Земельное уголовное ведомство, логистический центр, Высшая школа полиции | дирекции полиции, президиумы в Маннгейме и Карлсруэ |
| Баварская полиция                        | Земельная полиция, Баварская дежурная полиция | Баварское государственное министерство внутренних дел                                                                             | Президиум дежурной полиции, Баварское земельное уголовное ведомство, Баварское полицейское ведомство                                                                                | полицейские инспекции (станции и вахты), инспекции уголовной, дорожной, дежурной полиции, полиция на автобанах |
| глава полицейского президиума Берлина    | Земельная полиция, уголовное ведомство | Управление сената внутренних дел, Полицай-президент и Вице-полицай-президент со штабом                                            | 6 дирекций, дирекция центральных задач, центральное сервисное подразделение | 44 полицейских участка, 2 отдела дежурной полиции, 4 вахты водной полиции |
| Полиция Бранденбурга                     | Президиум Франкфурт-на-Одере, Потсдам; земельное уголовное ведомство, Министерство внутренних дел, отдел IV                                                                           | | | |
| Полиция земли Бремен                     | Бремен: Дежурная полиция с дорожным отделом, уголовная полиция, водная полиция и защитная полиция Бремерхафен: местные органы правопорядка                                            | Сенатор внутренних дел и спорта                                                                                                   | Полицай-президент Бремена, защитная и дежурная полиция Директор полицейских органов Бремерхафена с штабом, управление полиции, защитная и уголовная полиция                         | Бремен: Инспекции (уголовная полиция), участки (защитная полиция) Бремерхафен: штаб, участки, комиссариаты, базовые службы, уголовные комиссариаты                                                                     |
| Гамбургская полиция                      | центральная дирекция, земельное уголовное ведомство, водная полиция | органы и сенатор внутренних дел                                                                                                   | 3 региона общих задач | 26 комиссариатов, 3 комиссариата водной полиции , 1 отдел водной полиции (Куксхафен), 8 вынесенных отделений |
| Гессенская полиция                       | 7 специализированных полицейских президиумов, 3 централизованных ведомства, 1 заведение                                                                                               | Гессенского министерства внутренних дел и спорта, полицейский президиум                                                           | | |
| полиция Мекленбурга-Передней Померании   | 5 дирекций, водная полиция, уголовное ведомство, дежурная полиция, институт полицейской подготовки и повышения квалификации, земельное ведомство по основным задачам и технике        | Министерство внутренних дел, 4 отдел                                                                                              | | |
| полиция Нижней Саксонии                  | 6 региональных дирекций, уголовное ведомство, логистический центр, центральная дирекция, академия                                                                                     | Нижнесаксонское министерство внутренних дел, спорта и интеграции совместно с земельным президиумом, защиты населения от катастроф | 6 региональных дирекций (Брауншвейг, Гёттинген, Ганновер, Люнебург, Ольденбург и Оснабрюк) и 1 центральная дирекция                                                                 | 6 центральных уголовных инспекций, 33 инспекции, 88 комиссариатов, 384 опорных пункта (станций) |
| Полиция земли Северный Рейн-Вестфалия    | земельное уголовное ведомство, дежурная полиция («сотни» нем. Hundertschaften) | Министерство внутренних дел земли Северный Рейн-Вестфалия                                                                         | земельное уголовное ведомство, | 46 окружных органов полиции |
| Полиция земли Рейнланд-Пфальц            | президиум, дежурная полиция, водная полиция, головная организация по полицейской технике, земельное уголовное ведомство, Высшая школа общественного управления, полицейский факультет | Министерство внутренних дел и спорта                                                                                              | | Дирекции с инспекциями, уголовные инспекции, центральная уголовная инспекция, региональные уголовные инспекции, дорожные дирекции со станциями полиции на автобанах, отделы дежурной полиции и земельная школа полиции |
| Полиция федеральной земли Саар           | Земельная уголовная инспекция, земельное уголовное ведомство | Министерство внутренних дел и спорта, отдел D                                                                                     | | |
| Полиция земли Саксония                   | 7 дирекций, земельное уголовное ведомство, Президиум дежурной полиции, высшая школа саксонской полиции                                                                                | Земельный президиум (3-й отдел в Саксонском государственном министерстве внутренних дел)                                          | | |
| Полиция земли Саксония-Ангальт           | 3 дирекции, земельное уголовное ведомство, высшая школа, Техническое полицейское ведомство, Земельная дежурная полиция                                                                | Министерство внутренних дел и спорта, отдел 2                                                                                     | | |
| Полиция земли Шлезвиг-Гольштейн          | земельное полицейское ведомство, земельное уголовное ведомство | Отдел полиции в Министерстве внутренних дел                                                                                       | | |
| Тюрингская полиция                       | 7 дирекций, земельное полицейское ведомство, дежурная полиция, Тюрингская высшая школа управления, кафедра полиции                                                                    | Министерство внутренних дел, отдел 4                                                                                              | | |

## Техническое оснащение

### Униформа
Униформа послевоенного времени отличалась большим разнообразием, так в Берлине и Гамбурге форма была тёмно-синей, в то же время в остальных землях зелёной. Значительные различия были среди головных уборов, фуражек различного покроя и цвета, киверов.
В ходе реформы полиции 1972 года земельные полиции и Федеральная пограничная охрана получили новую единую бежево-зелёную униформу.
Согласно директиве комиссии Европейского парламента от 1998 года, которая рекомендует придерживаться для полиции стран-членов ЕС синих тонов в униформе и окраске автомобилей, с 2004 года в гамбургской полиции была опробована и введена новая униформа, которая официально принята для земельных полиций Нижней Саксонии, Бремена, Шлезвиг-Гольштейна и Мекленбурга-Передней Померании. Кроме того, были приняты ещё 6 моделей униформы для Баден-Вюртемберга, Бранденбурга, Гессена, Северного Рейна-Вестфалии, смешанная модель для Саксонии-Анхальт и модель для федеральной полиции, все модели разнятся между собой по крою, головным уборам, цветам и оттенкам синего. До 2012 года планировалось завершить постепенный переход с бежево-зелёной униформы на синюю, однако в Сааре этот процесс завершился только к концу 2016, а в Баварии — к февралю 2019 года.

### Вооружение
Наиболее распространенным пистолетом в полиции Германии является Walther P99. SIG-Sauer P225 остается официальным пистолетом Защитной полиции в некоторых землях. SIG-Sauer P226 используется некоторыми специальными подразделениями. В других землях применяется Heckler & Koch P2000, который постепенно заменяется на Heckler & Koch P30, в первую очередь на таможне и в Федеральной полиции.

### Автотранспорт
В качестве патрульных автомобилей немецкая полиция использует прежде всего Audi A6, Audi A8, BMW 3 серии, BMW 5 серии, BMW X3, Mercedes-Benz B-класс, Mercedes-Benz C-класс, Mercedes-Benz E-класс, Mercedes-Benz S-класс, Mercedes-Benz Vito, Opel Insignia, Opel Astra, Opel Omega, Opel Vectra, Opel Zafira, VW Caddy, VW Golf, VW Passat, VW Sharan, VW Touran и VW T5.
Полиция готовности использует транспортные средства марок Fiat, Ford, Land Rover и Mitsubishi.
На автобанах можно иногда увидеть полицейские Porsche.
Номерные знаки патрульных и оперативных транспортных средств полиции, зарегистрированные до конца 2006 года, имеют отличительные особенности (кроме автомашин скрытого наблюдения).

С 2001 года полиция в Германии начала постепенный переход на новую сине-серебристую (RAL 5017) схему окраски со светоотражающей полосой. Переход завершился в сентябре 2016 года.
- Старая (до 2001) схема окраски патрульных машин
- Старая и новая (внедряемая после 2001) схемы окраски патрульных машин
- Сине-серебристый Mercedes-Benz W212.Полиция Гамбурга
- С 2013 года некоторые полицейские авто также имеют неоново-жёлтые контрастные наклейки.
- Мотоцикл полиции
- Автомобиль федеральной полиции (с гербом)
- Бронеавтомобиль полиции Саксонии

### Авиация
Федеральная полиция обладает одним из крупнейших парков гражданских вертолётов в Европе и состоит из вертолётной группы и 5 эскадрилий, которые обслуживают кроме прочего 12 авиаспасательных центров для населения (доставка пациентов, реанимация) . Используемые модели: Eurocopter учебный EC 120, разведывательный EC 135 T2i, лёгкий транспортный EC 155 B, средний транспортный AS 332 L1 Super Puma, спасательный EC 135 T2i.
Земельные полиции (за исключением Бремена, Саара и Шлезвиг-Гольштейна) содержат свои вертолётные эскадрильи.

## Награды
- Медаль «За заслуги» (2018 год, Словения) — за заслуги в преодолении миграционного кризиса в период 2015—2016 годов[1].